# Melectoides rozeni
Melectoides rozeni là một loài Hymenoptera trong họ Apidae. Loài này được Toro mô tả khoa học năm 1971.